# Ghorban Tourani
Ghorban Dordi Tourani (* 1952; † 22. November 2005), auch  Ghorban Tori (auf persisch قربان دردى تورانى) genannt, war ein iranischer Konvertit zum Christentum und Geistlicher. Er lebte und arbeitete in Gonbad-e Qabus, in der iranischen Provinz Golestan.
Tourani, ein turkmenischer Iraner, wuchs als sunnitischer Muslim auf, konvertierte aber Mitte der 1990er Jahre, während eines Aufenthaltes in Turkmenistan, zum Christentum und galt so als Apostat vom Islam. Nach seiner Rückkehr in den Iran etablierte er in kurzer Zeit eine christliche Hauskirche in seiner überwiegend muslimischen Heimatstadt.
Wegen Glaubensabfalls wurde er inhaftiert und dort von Unbekannten ermordet. Sein Tod, war der erste Mord an einem Priester seit einigen Jahren und ein Präzedenzfall in der Unterdrückung der kleinen aber wachsenden Gemeinschaft der Hauskirchen im Iran.